# Ташкентський зоопарк
Ташкентський зоопарк — зоопарк, розташований у столиці Узбекистану місті Ташкенті; головний і найбільший у країні.

## З історії та сьогодення зоопарку
Ташкентський зоопарк був організований у 1924 році на частині території колишньої заміської дачі генерал-губернатора Туркестану. До цього на дачі генерал-губернатора існував невеликий звіринець, який був частиною художнього музею, що розташовувався на території дачі. Зоопарк займав територію площею близько 3 гектарів. 

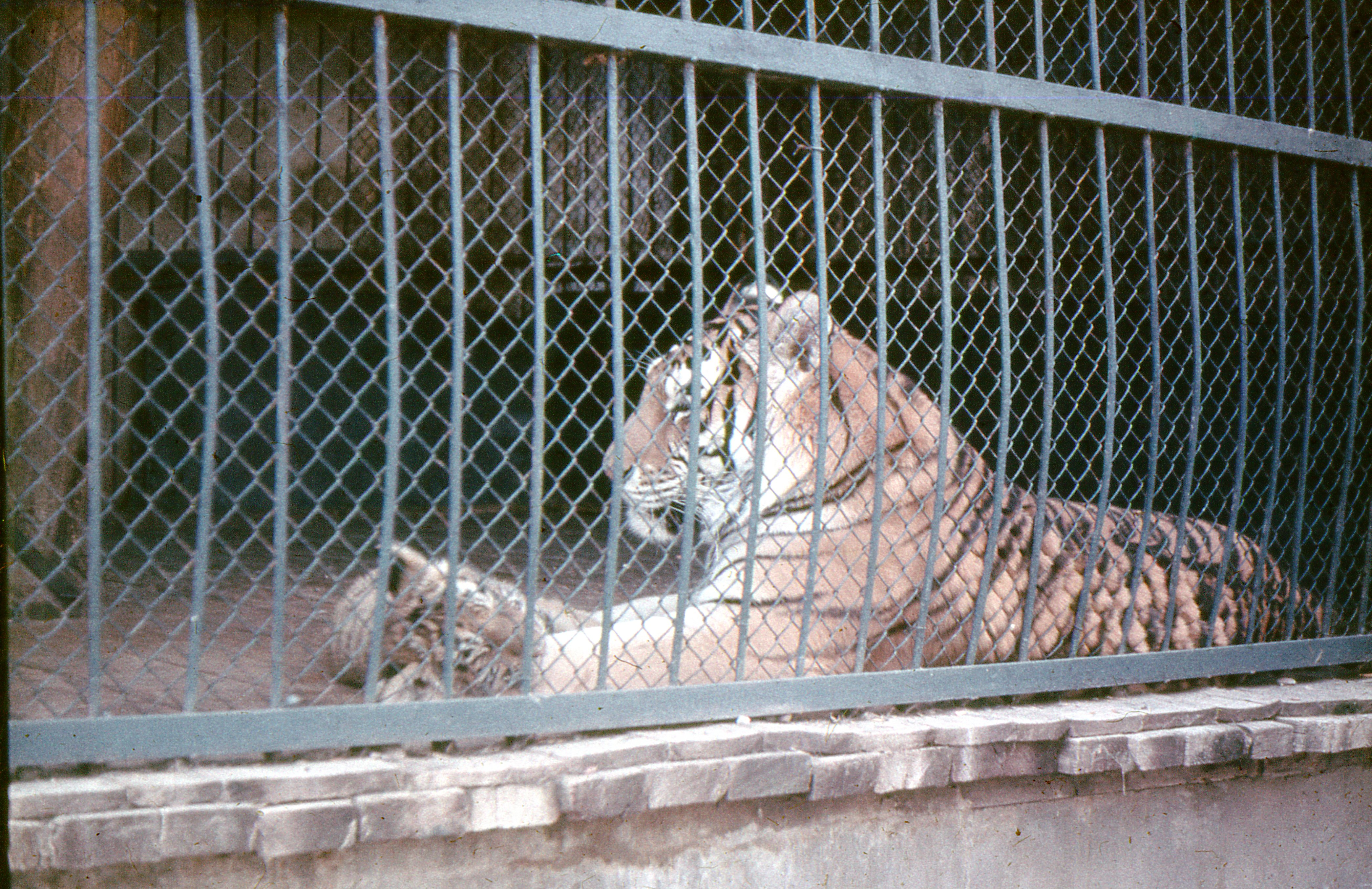
Тигри в старому зоопарку (1987)

До кінця 1940-х років експозиція Ташкентського зоопарку становила понад 200 видів різних тварин і птахів. 
У 1994 році, вже в незалежному Узбекситані, згідно з рішенням уряду країни на частині території Ташкентського ботанічного саду було розпочато будівництво нового зоопарку з вольєрами для тварин ландшафтного типу, і 1997 року він був запущений в експлуатацію. 
Новий Ташкентський зоопарк займає територію площею 22,7 гектарів. У теперішній час (2000-ні) у Ташкентському зоопарку міститься понад три тисячі тварин і птахів 415 видів. 
Від 1998 року Ташкентський зоопарк є членом міжнародної організації ЕАРАЗА (Євро-Азійська регіональна асоціація зоопарків і акваріумів).

## Галерея

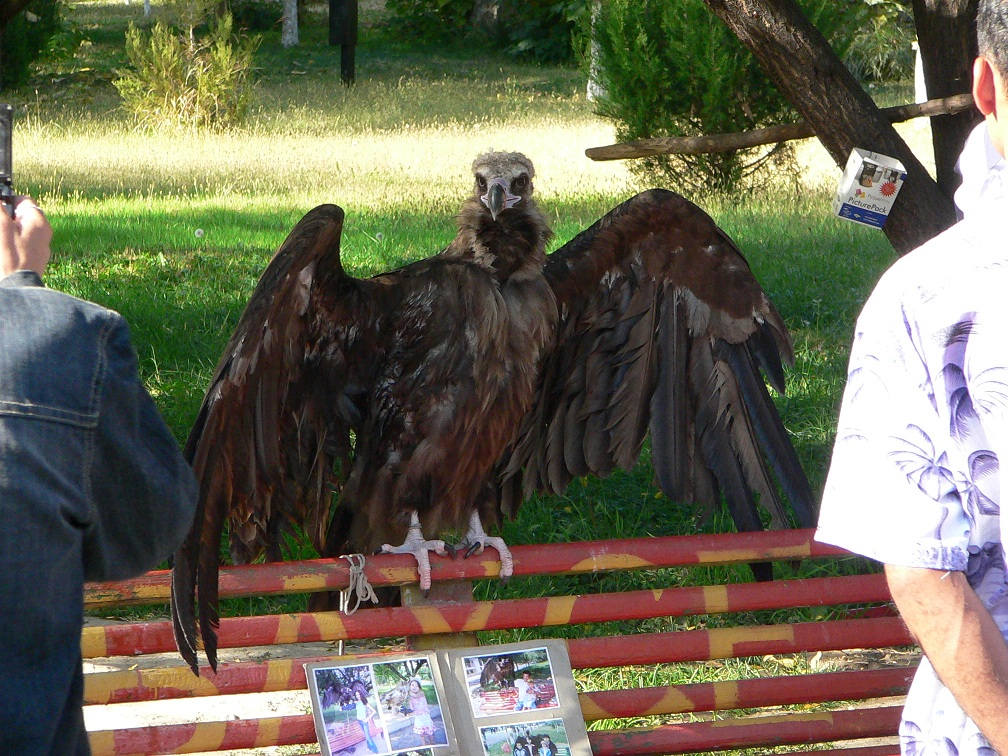
Чорний гриф у зоопарку, 2007 рік
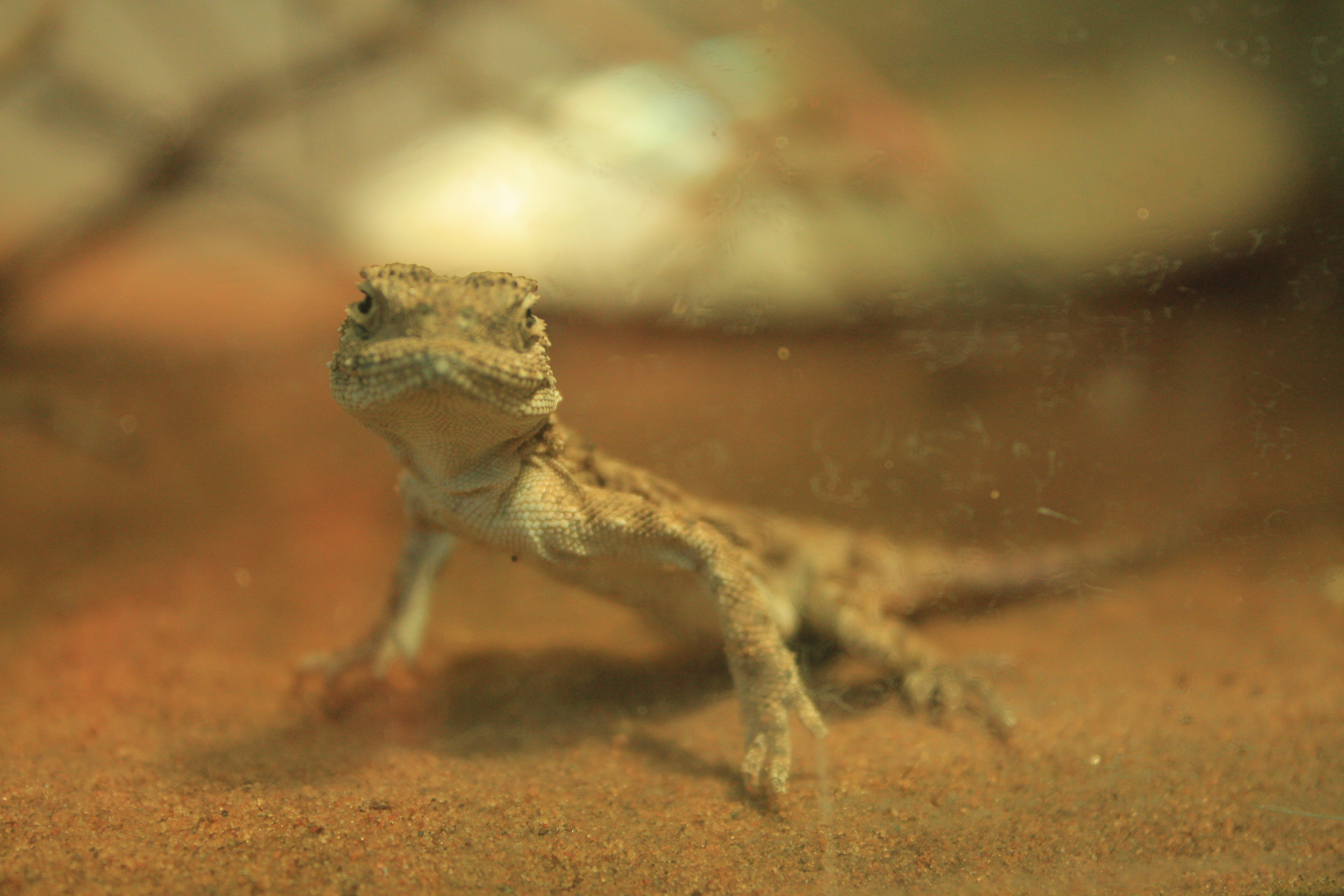
Сірий гекон (Cyrtopodion russowii) у тераріумі ташкентського зоопарку
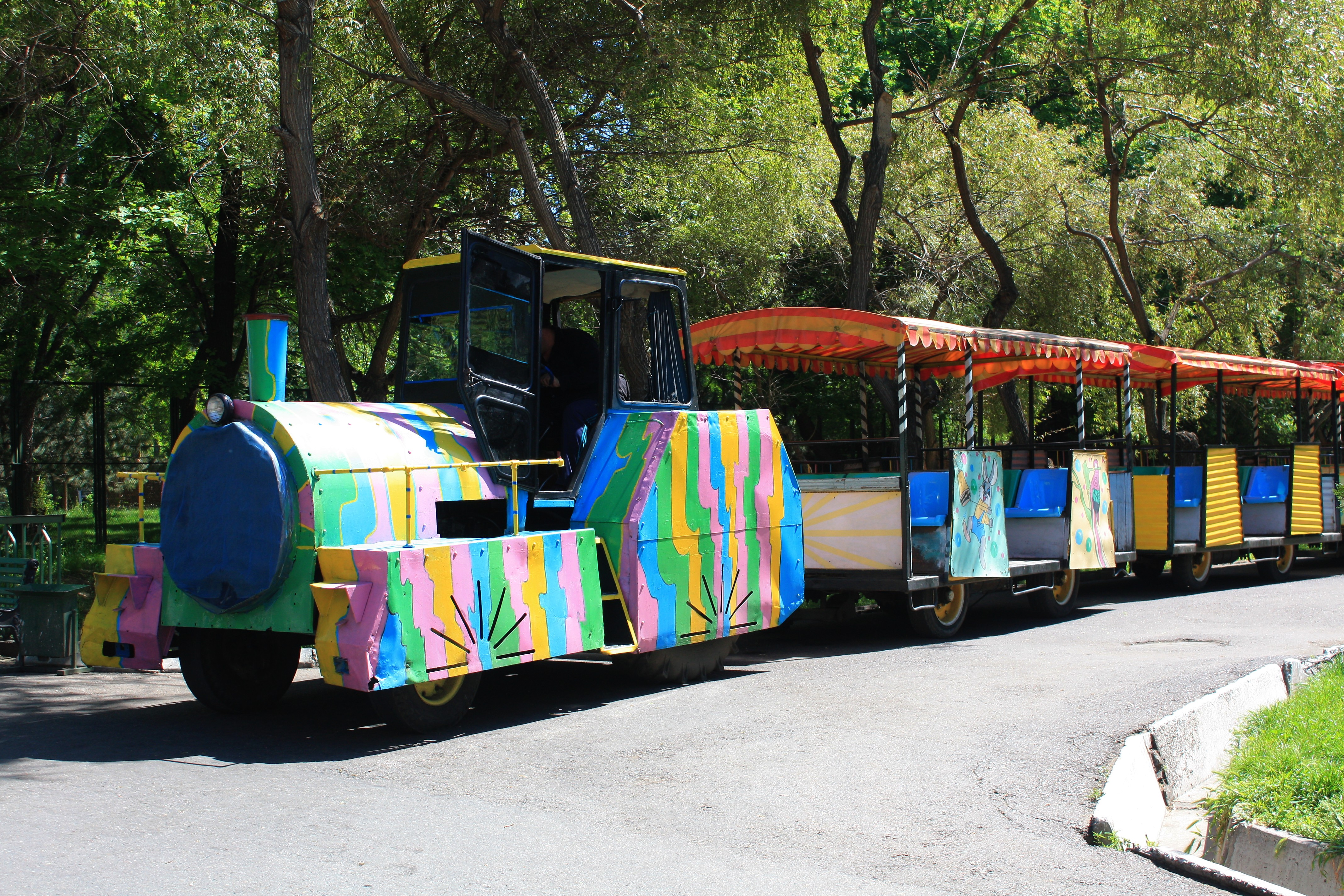
Дитячий потяг на території зоопарку